# Shunkan (pièce de théâtre)
Shunkan (俊寛) est le titre d'une pièce du théâtre nô qui se déroule à la suite de l'incident de Shishigatani et se concentre sur l'un des trios exilé à l'« île du Diable » (Kikaigashima, 鬼界島) au large de la côte de la province de Satsuma, comme punition pour avoir comploté contre le clan Taira dominant. Bien que deux des trois sont pardonnés, le troisième, le moine Shunkan, est laissé seul sur l'île.

## Intrigue
La consort impériale Taira no Tokuko, enceinte d'Antoku, le futur empereur, tombe malade et les voyants conseillent à Taira no Kiyomori, le de facto daijō-daijin, d'apaiser les esprits en pardonnant et en compensant certaines de ses victimes. Il accepte de pardonner Fujiwara no Naritsune et Taira no Yasuyori mais pas Shunkan qui est laissé seul sur l'île.
L'action se déroule plusieurs années avant la défaite finale des Taira et l'ascension du clan Minamoto lors de la guerre de Genpei de 1180-1185.
L'école Kita appelle cette pièce du nom Kikaigashima. Traditionnellement attribuée à Zeami, elle est maintenant attribuée soit à son gendre Zenchiku ou son fils Motomasa. Un bateau est utilisé comme accessoire.

## Source de la traduction
- (en) Cet article est partiellement ou en totalité issu de l’article de Wikipédia en anglais intitulé « Shunkan (play) » (voir la liste des auteurs).